# 堤勇二
堤 勇二（つつみ ゆうじ）は、日本の地方公務員。大阪府港湾局次長や、大阪府住宅まちづくり部長、大阪府住宅供給公社理事長を経て、現在、大阪府岸和田市副市長。

## 人物・経歴
大阪府生まれ。1979年関西大学法学部（法律学科）卒業。1982年大阪府入庁。1982年大阪府南河内府民センター府民課（広報公聴・消防団等担当）。1985年大阪府知事室総務課（自民党・「好きやねん大阪」府民運動等担当）。1990年大阪府企画室交通チーム（ノーマイカーデー・片福連絡線（現JR東西線）・大阪外環状線（現JR大阪東線）・なにわ筋線、大阪モノレール延伸、泉北高速鉄道延伸等担当）。1991年近畿運輸局と「近畿圏交通計画」を策定。1992年大阪府生活文化部文化課大学係（大阪府立大学キャンパスプラン、大阪府立大学総合情報センター建設、大阪女子大学70周年記念女性学研究センター建設担当）1993年大阪府知事（中川和雄）秘書。1995年大阪府企画室ベイエリアチーム主査、「大阪湾ベイエリア整備計画」を策定。1997年企画室計画チーム主査、「人口推計」（大阪府人口予測を初めて増加から減少へ転換）を策定。1999年イギリス（マンチェスター、ロンドン、ウェールズ他）へ海外調査。2000年大阪府企画室計画課長補佐（大阪府土木部都市整備局総合計画課兼務）、「大阪２１世紀の総合計画〜大阪の再生・元気倍増プラン」（大阪府総合計画）を策定、全国初の人口減少推計を前提とする総合計画、アウトカム指標を中心とする数値目標「みんなでめざそう値」を創設。大阪府内市町村総合計画審議会委員就任（池田市、八尾市、島本町、熊取町、千早赤阪村）。2001年「大阪都市再生プロジェクト」を内閣府に提案し、道頓堀川の船運再生や川沿いの遊歩道づくり等の「水の都大阪再生構想」などが採択。2002年ノルウェー（オスロ他）、ドイツ（ノルトライン＝ヴェストファーレン州デュッセルドルフ他）オランダ（アムステルダム他）へ海外調査。2003年大阪府教育委員会教職員室教職員人事課課長補佐、全国初の「不祥事防止マニュアル」策定。2005年大阪府総務部財政課参事。2008年2月大阪府政策企画部企画室計画課長、「将来ビジョン・大阪」（12月）、「大阪ミュージアム構想」等各種長期計画を策定。2010年大阪府政策企画部企画室副理事（改革評価）。2010年大阪府政策企画部企画室副理事兼企画室課長。2012年大阪府府民文化部副理事兼住宅まちづくり部大都市まちづくり推進室副理事（大阪市計画調整局・ゆとりみどり局兼任）、「グランドデザイン・大阪」（６月）策定。
うめきたに大規模公園を開設する「うめきた２期全面みどり化」、御堂筋から自動車交通を排除し歩行者空間にする「御堂筋全面みどり化」を提案。
2013年大阪府港湾局次長。2014年大阪府住宅まちづくり部初の公募により同部長に就任し、府営住宅を大阪市へ移管、大東市、池田市へ移管合意、門真市へ移管着手、「グランドデザイン・大阪都市圏」（2016年12月）を策定。「大阪市中央区八軒屋から京都伏見に至る舟運」を提案。大阪南部高速道路建設を北川イッセイ国土交通副大臣へ要望。
2015年大阪府立大学大学院経済学研究科修了、修士。
日本観光研究学会会員（2013年〜）
行政書士試験、国内旅行業務取扱主任者試験合格
2016年1月「大阪府住宅耐震化10ヵ年戦略・大阪」、12月「住まうビジョン・大阪」「空家総合戦略・大阪」策定。10月学校法人関西大学評議員。

2017年大阪府退職。同年から大阪府住宅供給公社理事長及び全国住宅供給公社等連合会副会長を務め、大阪府住宅供給公社初の試みとなる空き家の福祉活用を進めるなどした。国立和歌山大学観光学部で「グランドデザイン・大阪」を講義。
大阪府池田市顧問就任（～2020年3月）。
第１回なにわなんでも大阪検定二級。
襟の高さ5CM。
2018年4月大阪府池田市指定管理者選定評価委員会委員長（～2020年3月）。
2019年府公社創業（1950年）１００年目を目標年次とする「将来ビジョン２０５０～”住宅”供給公社から”生活”供給公社へ」を策定。府公社創業「７０周年記念誌」発行、「パートナーシップ宣誓制度スタート」、「DIY体験イベント（グランフロント大阪）」スタート、石橋西団地に池田市の子育て施設を入れた建替に着手、長瀬団地建替にあたり美しい桜の大木を残し東大阪市の公園を取り込んだ「OHP長瀬桜テラス」を提案、府公社創業７０周年事業として公社住宅のマスターブランド名「SMALIO（スマリオ）」を策定、「府内市町村職員研修（マッセおおさか）」で府公社取組を講演。大阪府立大学大学院経済学研究科「関西経済戦略」講座で「公的企業の経営改革」を講義。
2023年2月関西大学政治学会で「地域創造と都市経営」を講演。
2020年4月～大阪府岸和田市副市長。

## 大阪府住宅供給公社の主な取組み
「フレスポしんかな（旧しんかなシティ）の土地信託関連債務処理完了」。
2018年府公社経営理念「笑顔のくらしを！」ー変革し続ける企業ーLive in joyful smile Ever evolving firmーを策定、５項目の職員行動指針策定。「杉本町みんな食堂」スタート、「惣菜カフェ（堺市茶山台団地）」スタート、「大阪市大との連携協定」締結、「国際交流財団との連携協定」締結、外国人留学生入居事業スタート、「NPO法人チュラキューブとの連携協定」締結、淀川キリスト教病院での理事長講演、看護協会と「まちの保健室」の拡充、「医療法人生長会、帝塚山学院大学との包括連携協定」締結、「健康経営優良法人2020」認定、「大阪弁護士会による無料法律相談」、「70周年記念誌」制作、公社賃貸住宅ブランド「SMALIO」などスタート。「箕面森町の公社所有土地売却完了」。

## 大阪府住宅供給公社への外部評価
2017年11月グッドデザイン賞「ニコイチ」（公益財団法人日本デザイン振興協会）、2018年5月マイクロライブラリーアワード「茶山台としょかん」（大阪府立大学学長）、9月平成29年度大阪府指定出資法人評価審議会評価A昇格、大阪府10月「ニコイチ」商標登録、2019年５月都市住宅学会会長賞・業績賞（公益財団法人都市住宅学会）、9月平成30年度大阪府指定出資法人評価審議会評価A、10月グッドデザイン賞「杉本町みんな食堂」、大阪府住宅供給公社公社債格付け機関（R&I)格付け評価AAー昇格、11月健康寿命をのばそうアワード厚生労働大臣優秀賞「総菜カフェ・みんな食堂」、12月PRアワードグランプリ2019「茶山台団地再生プロジェクト」（公益社団法人日本パブリックリレーションズ協会）。「健康経営優良法人」認定（経済産業省・日本健康会議）。2020年1月大阪府住宅供給公社公社債格付け機関（R&I)格付け評価AAー、再度獲得。